# Rodolfo Tálice
Rodolfo Vicente Talice Ruiz (Montevideo, 2 de mayo de 1899-Ib., 2 de junio de 1999) fue un profesor, médico, político y escritor uruguayo.

## Biografía
Talice nació en Montevideo el 2 de mayo de 1899, en el seno de una familia de inmigrantes. Le gustaba decir que por sus venas corría sangre latina por tres vertientes: italiana, por su padre, española, por su madre y también francesa, por su esposa. Sus primeros recuerdos, como solía contar, se remontaban a la primera década de este siglo a punto de finalizar, cuando su familia se mudó a Pocitos, a la calle Pereyra N° 8, en una manzana en la que había nada más que cuatro casas: «La de los Moretti, la de los Algorta, la de las lavanderas y la nuestra». Sin embargo, y por la salud de su madre, que era asmática, vivió en numerosos barrios de la capital: La Aguada, Sayago, Cordón, Parque Rodó y hasta en el Prado. De este último barrio le gustaba recordar cuando con sus amigos se bañaba y pescaba en las por entonces limpias e incontaminadas aguas del arroyo Miguelete. 
Sus estudios primarios fueron cursados en la Escuela y Liceo Elbio Fernández y secundarios en el Liceo N° 35 Instituto Alfredo Vázquez Acevedo (conocido como IAVA).

## Carrera
Cursó en la Facultad de Medicina de la Universidad de la República, de la cual se graduó en 1924. Fue el primer parasitólogo académico uruguayo, profesor titular durante treinta años de esa disciplina. Publicó el primer caso de la enfermedad de Chagas en Uruguay, y realizó numerosos trabajos al respecto. Investigó sobre la etoecología, la ecología y la fauna de Uruguay, y fue pionero en la utilización de los medios de comunicación para la divulgación de la ciencia en Uruguay.
Fue decano de la Facultad de Humanidades y Ciencias de la Universidad de la República en dos períodos consecutivos, de 1959 a 1963 y entre 1963 y 1968. Ocupó la cátedra de Biología General y Experimental de la misma. 
Fue miembro titular y presidente de la Academia de Medicina y de la Academia Nacional de Letras, Presidente de la Asociación Etoecológica del Uruguay, Profesor Emérito de la Facultad y luego decano. Recibió además condecoraciones varias en países como Francia, Italia, Egipto y Brasil y fue primer socio de Honor del Sindicato Médico del Uruguay.
Publicó más de doscientas ediciones nacionales e internacionales y treinta libros, catorce de ellos sobre Etoecología. 
Se postuló como candidato a la Presidencia de la República, al Senado y a la Cámara de Diputados en las elecciones de 1989 y nuevamente en las elecciones de 1994 por el Partido Verde Eto-Ecologista, logrando en la primera oportunidad 11.000 votos (0,55 % del electorado) y 5.500 en la segunda (0,27%).
Condecorado con el Premio a la Labor Intelectual 1990, otorgado por el Ministerio de Educación y Cultura de Uruguay. Y con el Primer premio Nacional del Medio Ambiente 1991, otorgado por el Ministerio de Vivienda, Ordenamiento Territorial y Medio Ambiente de Uruguay.
Designado el 16 de abril de 1999 como el séptimo Académico de Honor, de la Academia Nacional de Letras del Uruguay. Falleció a los 100 años y 1 mes, en plena actividad pese a su longevidad. El periodista uruguayo Julio César Romero Magliocca fue quien lo entrevistara por última vez, esa nota la coloca en su libro "Cronista de Barrio" - Atrapando Historia en el año 2013.
En su homenaje, se creó en Uruguay, la Reserva de Flora y Fauna Dr. Rodolfo Tálice, ubicada en la Ruta 3 Km 193, Trinidad, Flores.

## Libros
- 1968, Mendel  - enciclopedia del pensamiento especial
- 1969, Mamíferos autóctonos  - Nuestra Tierra
- 1969, Cuentos, confidencias, confesiones
- 1976, El Hombre, Agresión y vinculación
- 1981, Vejentud: humano tesoro
- 1982, 10 x 10 comportamientos destacables en los animales y en el hombre
- 1988, Vocabulario científico universal algunas precisiones terminológicas
- 1992, Bichos del terruño  - Colección Referencias
- 1992, Juventud - Humano tesoro el arte de vivir intensamente 100 años
- 1993, El sorprendente cuerpo humano
- 1994 Enfermedades parasitarias del hombre y parásitos de interés médico etiología, epidemiología, patología, clínica, diagnóstico, tratamiento, profilaxis
- 1994 Condiciones para un mañana digno. El punto de vista etológico
- Comportamientos destacables en los animales y en el hombre
- Etoecología práctica
- Carta abierta a futuros padres y madres

Libros de Autoría Compartida
- 1952, Estudio epidemiológico sobre la enfermedad de Chagas de la zona epidémica del Uruguay
- 1954, Investigaciones sobre los roedores autóctonos del género Ctenomys ("Tucu-Tucu") especialmente desde el punto de vista biológico
- 1954, Estudio monográfico sobre Ctenomys torquatus "Tucu-Tucu" especialmente desde el punto de vista biológico
- 1955, Nuevas investigaciones sobre el comportamiento natural y experimental del roedor autóctono Ctenomys torquatus ("Tucu-Tucu")
- 1969, Geografía de la Vida  - Nuestra Tierra
- Manual Práctico de Hongos Comestibles
- 1963, Hongos Comestibles de la América Meridional, cómo se recogen, cómo se reconocen, cómo se distinguen de los venenosos, cómo se preparan

| Predecesor: Emilio Oribe | Decano de la Facultad de Humanidades y Ciencias (UdelaR) 1959 - 1963 y 1963 - 1968 | Sucesor: Arturo Ardao |